# Топуз, Мехмет
Мехмет Топуз (тур. Mehmet Topuz; род. 7 сентября 1983) — турецкий футболист, полузащитник.

## Карьера
Начинал свою профессиональную карьере в клубе «Кайсери Эрджиесспор» в 2000 году. В 2004 году перешёл в «Кайсериспор», в котором неоднократно признавался футболистом месяца. Его хорошая игра привлекала к нему интерес со стороны сильнейших клубов Турции, однако руководство «Кайсериспор» даже не хотело обсуждать возможность трансфера футболиста В результате Топуз продлил контракт с клубом..
В 2006 году дебютировал в еврокубках — Кубке Интертото и Кубке УЕФА. После 5 лет в «Кайсериспор», перешёл в «Фенербахче», с которым выиграл чемпионат Турции (2010/11), Кубок Турции (2011/12, 2012/13) и  Суперкубок Турции (2009).

## Достижения
- Чемпион Турции (2): 2010/11, 2013/14
- Обладатель Кубка Турции (3): 2007/08, 2011/12, 2012/13
- Обладатель Суперкубка Турции (2): 2009, 2014